# Henry I. Miller
Henry I. Miller (* 1. Juli 1947) ist ein US-amerikanischer Mediziner und Wissenschaftsjournalist. Er ist Fellow der Hoover Institution an der Stanford University.

## Leben
Miller hält einen M.Sc. und einen M.D. Seit 1979 arbeitete er bei der Food and Drug Administration. Er war dort der medizinische Gutachter für die ersten gentechnisch veränderten Arzneimittel. Von 1989 bis 1993 war Miller Gründungsdirektor des Biotechnologiebüros der FDA.
Nach seiner Zeit bei der Regierung begann er, wissenschaftliche Artikel sowie populärwissenschaftliche Arbeiten zu veröffentlichen. Seine Beiträge sind in Publikationen wie The Lancet, Journal of the American Medical Association, Science, Nature, Chronicle of Higher Education, Forbes, National Review, Wall Street Journal, New York Times, und Financial Times erschienen. Sein Buch The Frankenfood Myth wurde von Barron's zu den 25 besten Büchern von 2004 gewählt.

## Arbeit
Miller beschäftigt sich mit Public Policy im Bereich Wissenschaft und Technologie. Schwerpunkte sind Pharmaforschung, Biotechnologie, Marktregulierung und die Entstehung von Virusinfektionen.

## Bücher
- Policy Controversy in Biotechnology: An Insider's View. Academic Press, 1997, ISBN 0124967256.
- Biotechnology Regulation: The Unacceptable Costs of Excessive Caution. Social Affairs Unit, 1997, ISBN 090763169X.
- To America's Health: A Model for Reform of the Food and Drug Administration. Hoover Institution Press, 2000, ISBN 0817999027.
- The Frankenfood Myth: How Protest and Politics Threaten the Biotech Revolution. Praeger, 2004, ISBN 0275978796.